# اس‌اس آیونیک (۱۸۸۳)
اس‌اس آیونیک (۱۸۸۳) (به انگلیسی: SS Ionic (1883)) یک کشتی بود که طول آن ۴۳۹ فوت ۱۱ اینچ (۱۳۴٫۰۹ متر) بود. این کشتی در سال ۱۸۸۲ ساخته شد.